# DeCSS

Funktionen för att dekryptera CSS är bara en handfull rader lång.

DeCSS är ett datorprogram med vars hjälp det är möjligt att göra backup av eller spela upp en DVD-skiva där innehållet skyddas av Content Scrambling System (CSS). 
Det är möjligt att med lämplig utrustning kopiera DVD-skivor också oberoende av CSS eller att kopiera det avkrypterade innehållet i samband med att det spelas upp med en godkänd DVD-spelare. Däremot behövs DeCSS eller liknande program för att spela upp en skyddad skiva om man inte vill eller kan använda proprietär programvara licenserad av DVD Copy Control Association.